# برجوروز
برجوروز ( سابينو جو بورغو ) هي بلدية في مقاطعة رييتي في المنطقة الإيطالية لاتسيو (لاتيني لاتيني ) ، وتقع على بعد حوالي 70 كيلومتر (43 ميل) شمال شرق روما وحوالي 40 كيلومتر (25 ميل) جنوب شرق رييتي .
تقع برجوروز على حدود المدن التالية: لاكويلا ، لوكولي ، ماجليانو دي مارسي ، بيسكوروتشيانو ، سانتي ماري ، تورنيمبارت . كان فرازيوني كورفارو عاصمة أنتيبوب نيكولاس الخامس .
حتى عام 1960 ، كانت المدينة تسمى بورجو كوليفيغاتو . بجانب المدينة توجد أنقاض الكنيسة الرومانية وسرداب سان جيوفاني في ليوباردس .

## روابط خارجية
- الموقع الرسمي